# Indiana Pacers 1993-1994
La stagione 1993-94 degli Indiana Pacers fu la 18ª nella NBA per la franchigia.
Gli Indiana Pacers arrivarono terzi nella Central Division della Eastern Conference con un record di 47-35. Nei play-off vinsero il primo turno con gli Orlando Magic (3-0), la semifinale di conference con gli Atlanta Hawks (4-2), perdendo poi la finale di conference con i New York Knicks (4-3).

## Roster
| N° | Naz.                   | Ruolo | Sportivo         | Anno | Alt. | Peso |
| -- | ---------------------- | ----- | ---------------- | ---- | ---- | ---- |
| 3  | Stati Uniti (bandiera) | G     | Haywoode Workman | 1966 | 188  | 82   |
| 4  | Stati Uniti (bandiera) | G     | Byron Scott      | 1961 | 191  | 88   |
| 5  | Stati Uniti (bandiera) | A     | Sam Mitchell     | 1963 | 198  | 95   |
| 9  | Stati Uniti (bandiera) | AC    | Derrick McKey    | 1966 | 206  | 93   |
| 10 | Stati Uniti (bandiera) | G     | Vern Fleming     | 1962 | 196  | 84   |
| 12 | Stati Uniti (bandiera) | G     | Lester Conner    | 1959 | 193  | 82   |
| 14 | Stati Uniti (bandiera) | GA    | Gerald Paddio    | 1965 | 201  | 93   |
| 21 | Stati Uniti (bandiera) | G     | Malik Sealy      | 1970 | 203  | 86   |
| 24 | Stati Uniti (bandiera) | G     | Pooh Richardson  | 1966 | 185  | 82   |
| 31 | Stati Uniti (bandiera) | GA    | Reggie Miller    | 1965 | 201  | 84   |
| 32 | Stati Uniti (bandiera) | A     | Dale Davis       | 1969 | 211  | 104  |
| 33 | Stati Uniti (bandiera) | AC    | Antonio Davis    | 1968 | 206  | 98   |
| 41 | Stati Uniti (bandiera) | AC    | LaSalle Thompson | 1961 | 208  | 111  |
| 43 | Stati Uniti (bandiera) | AC    | Scott Haskin     | 1970 | 211  | 113  |
| 44 | Stati Uniti (bandiera) | A     | Kenny Williams   | 1969 | 206  | 93   |
| 45 | Paesi Bassi (bandiera) | C     | Rik Smits        | 1966 | 224  | 113  |

## Staff tecnico
- Allenatore: Larry Brown
- Vice-allenatori: Gar Heard, Bill Blair, George Irvine, Billy King
- Preparatori atletici: David Craig, Kevin Johnson